# Глоссу Раббан
Глоссу «Зверь» Раббан Харконнен — персонаж романов Фрэнка Герберта из цикла «Дюна» и их экранизаций. Граф-регент из дома Харконнен, полномочный наместник Харконненов на Арракисе, старший брат Фейда-Рауты Харконнена и племянник барона Владимира Харконнена. Нещадно терроризировал Арракис и выжимал из неё все соки, чем восстановил против себя всё население. Был убит в битве при Арракине.

## История персонажа
Фрэнк Герберт описывает Глоссу Раббана как человека глупого и жестокого, с явными наклонностями садиста. Он «жирноват, но ещё достаточно гибок», у него «мышцы вместо мозга». В фильме Дэвида Линча «Дюна» Раббана сыграл Пол Смит, причём в его исполнении этот персонаж получился явно карикатурным. В мини-сериале «Дюна» Раббана сыграл Ласло Киш, в фильмах Дени Вильнёва «Дюна» и «Дюна: Часть вторая» — Дейв Батиста.